# Карамышиха
Карамышиха — деревня в Верхнеуслонском районе Татарстана. Входит в состав Соболевского сельского поселения.

## География
Находится в западной части Татарстана на расстоянии приблизительно 35 км на юго-запад от районного центра села Верхний Услон в 1,5 км от реки Свияга.

## История
Основана во второй половине XVIII века. До революции действовала старообрядческая молельня и разнообразные промыслы.

## Население
Постоянных жителей было в 1782 году — 22 души мужского пола, в 1859 — 302, в 1897 — 485, в 1908 — 511, в 1920 — 565, в 1926 — 436, в 1938 — 453, в 1949 — 203, в 1958 — 198, в 1970 — 207, в 1979 — 146, в 1989 — 87. Постоянное население составляло 84 человека (русские 100 %) в 2002 году, 51 — в 2010.